# Ellipteroides eriopteroides
Ellipteroides eriopteroides är en tvåvingeart som först beskrevs av Charles Paul Alexander 1926.  Ellipteroides eriopteroides ingår i släktet Ellipteroides och familjen småharkrankar.
Artens utbredningsområde är Paraguay. Inga underarter finns listade i Catalogue of Life.